# 陳恆慶
陳恆慶，山東省萊州府濰縣人，清朝政治人物、進士出身。
光緒十二年（1886年），参加光緒丙戌科殿試，登進士二甲106名。同年五月，著主事分部学习。

著有《諫書稀庵筆記》。